# Synagoga w Działdowie
Synagoga w Działdowie – główna synagoga działdowskiej gminy żydowskiej, znajdująca się przy obecnej ulicy Władysława Jagiełły 22 , dawniej zwanej Dworcową, a za czasów niemieckich Bahnhofstrasse.
Synagoga została zbudowana w 1874 roku, przez zamożnego kupca Isidora Butowa. Podczas II wojny światowej hitlerowcy zdewastowali wnętrze synagogi. Po zakończeniu wojny w opuszczonym i zniszczonym budynku przeprowadzono prace remontowe dostosowując go do potrzeb kina „Apollo”, które znajdowało się tu do 1993 roku. Od 2002 roku w budynku synagogi znajduje się dom handlowy.
Murowany budynek synagogi wzniesiono na planie prostokąta. Pierwotnie we wschodniej części znajdowała się główna sala modlitewna, do której wchodziło się przez przedsionek. Obecnie zachował się wystrój zewnętrzny oraz wysokie, półokrągle zakończone okna.

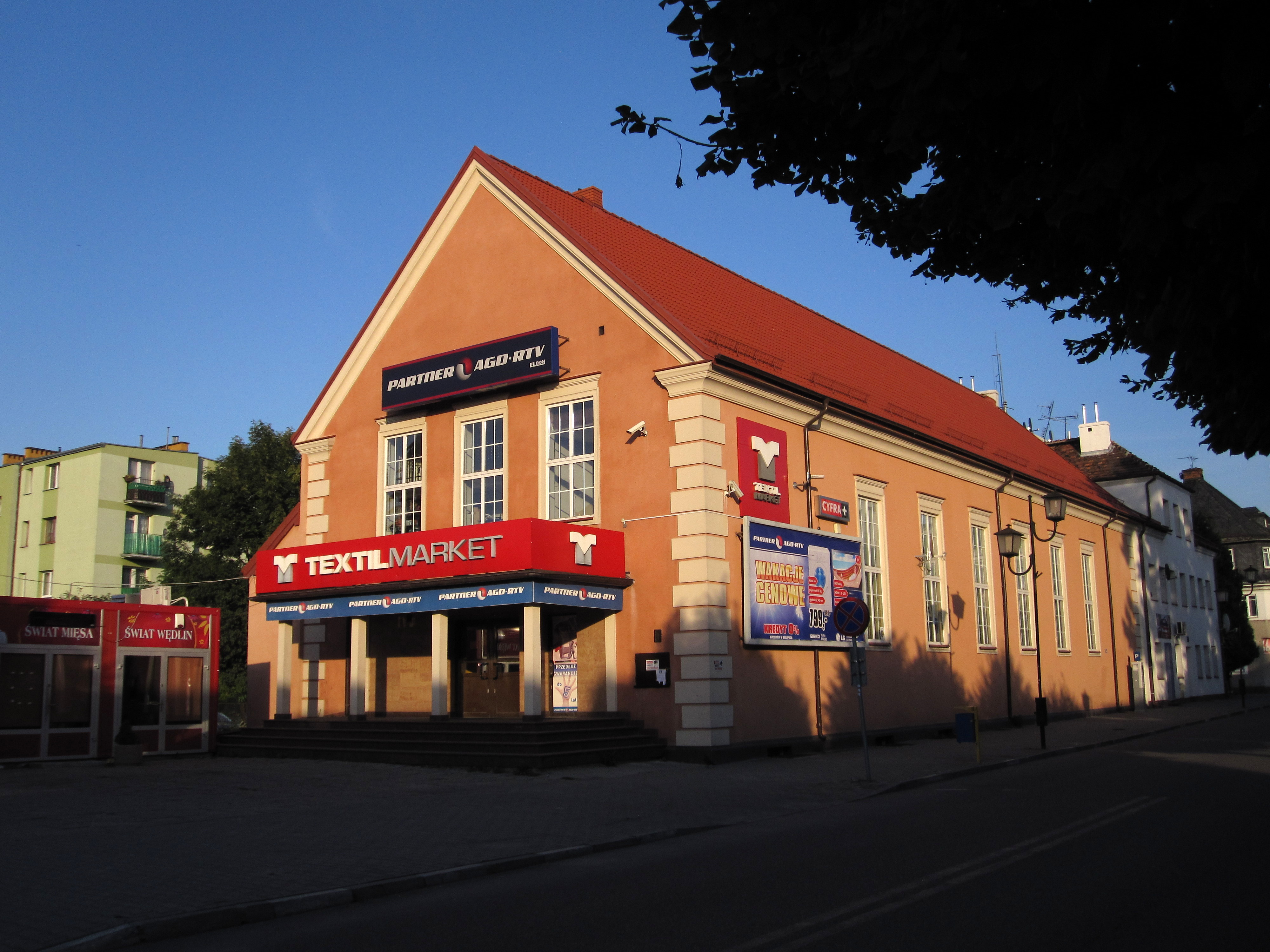
synagoga w Działdowie

Źródło: "Przewodnik po powiecie działdowskim"